# 石岡諒太
石岡 諒太（いしおか りょうた、1992年5月25日 - ）は、兵庫県神戸市北区出身の元プロ野球選手（内野手、外野手）。左投左打。

## 経歴

### プロ入り前
神戸市立広陵小学校2年の時に広陵少年野球部で軟式野球を始める。神戸市立広陵中学校進学後は神戸skyドラゴンズに所属し、硬式野球に転向した。
神戸国際大学附属高等学校への進学後は、2年秋から1番一塁手に定着。3年春に選抜高等学校野球大会へ出場したが、2三振を喫し、チームも初戦で敗退した。在学中の2学年上に山本徹矢、同期生に岡本健、2学年下に宗接唯人がいた。

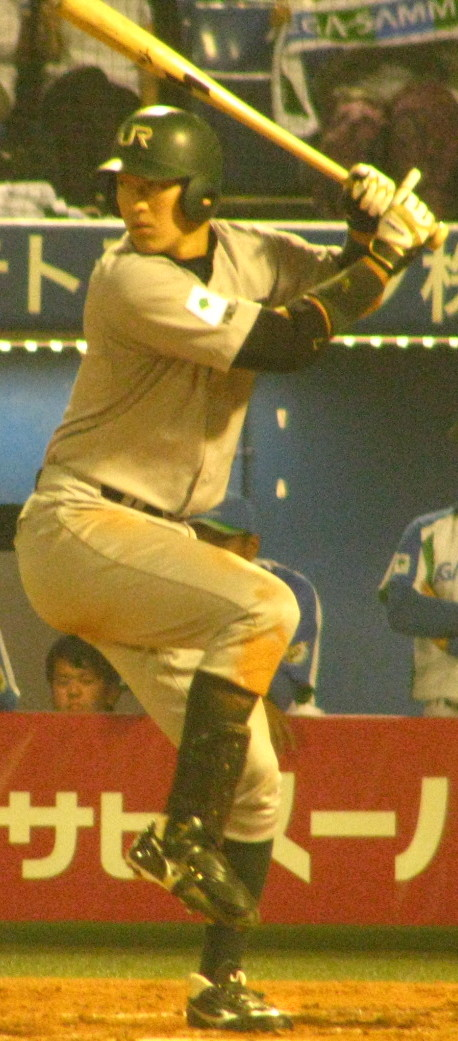
JR東日本硬式野球部時代（2014年6月3日）

高校卒業後はJR東日本へ入社。同期入社には阿知羅拓馬と戸田亮がいる。入社1年目から公式戦に出場すると、第82回都市対抗野球大会ではチームの優勝に貢献し、若獅子賞を受賞した。翌年の第83回大会でも3番打者として準優勝に貢献。4年目には第17回アジア競技大会の日本代表に選ばれた。
2015年10月22日に行われたドラフト会議では、中日ドラゴンズから6位指名を受け、契約金5000万円、年俸1000万円（金額は推定）という条件で入団した。背番号は前年まで小笠原道大が着用していた36。阿知羅が2013年のドラフト会議で中日から指名を受け入団していたため、2016年から再度同じ球団に在籍することとなった。

### 中日時代
2016年は、春季キャンプ前の新人合同自主トレーニング中に腰痛を発症。後の診断で椎間板ヘルニアが判明したため、1月28日に患部の手術を受けた。その影響で一軍公式戦への出場機会はなく、ウエスタン・リーグ公式戦でも、26試合の出場で打率.289（76打数22安打）、2打点という成績にとどまった。シーズン終了後には、台湾のアジアウインターベースボールリーグに派遣された。
2017年は、入団後初めて春季キャンプを一軍で迎えた。キャンプ中には、本来のポジションである一塁に加えて、外野の守備も練習。キャンプ終了後も一軍へ帯同すると、オープン戦では本塁打を放った。開幕一軍は逃したが、7月8日に一軍初登録されると、同日の横浜DeNAベイスターズ戦でスタメンで一軍初出場を果たした。しかし、無安打のまま7月18日に登録抹消された。
2018年は、一軍出場なしに終わった。
2019年は、8月13日に右腰椎椎間板ヘルニアの手術を受けた。この年も一軍出場なしに終わった。11月19日、次年度からは育成選手契約となることが発表され、規定により12月2日に自由契約公示された。育成選手としての背番号は205。
2020年は、ウエスタン・リーグで68試合に出場し、打率.275、2本塁打、20打点という成績を記録した。
2021年は、8月26日までにウエスタン・リーグで打率.318、5本塁打、29打点、8盗塁の成績を収め、同27日に再び支配下登録された。背番号は00。

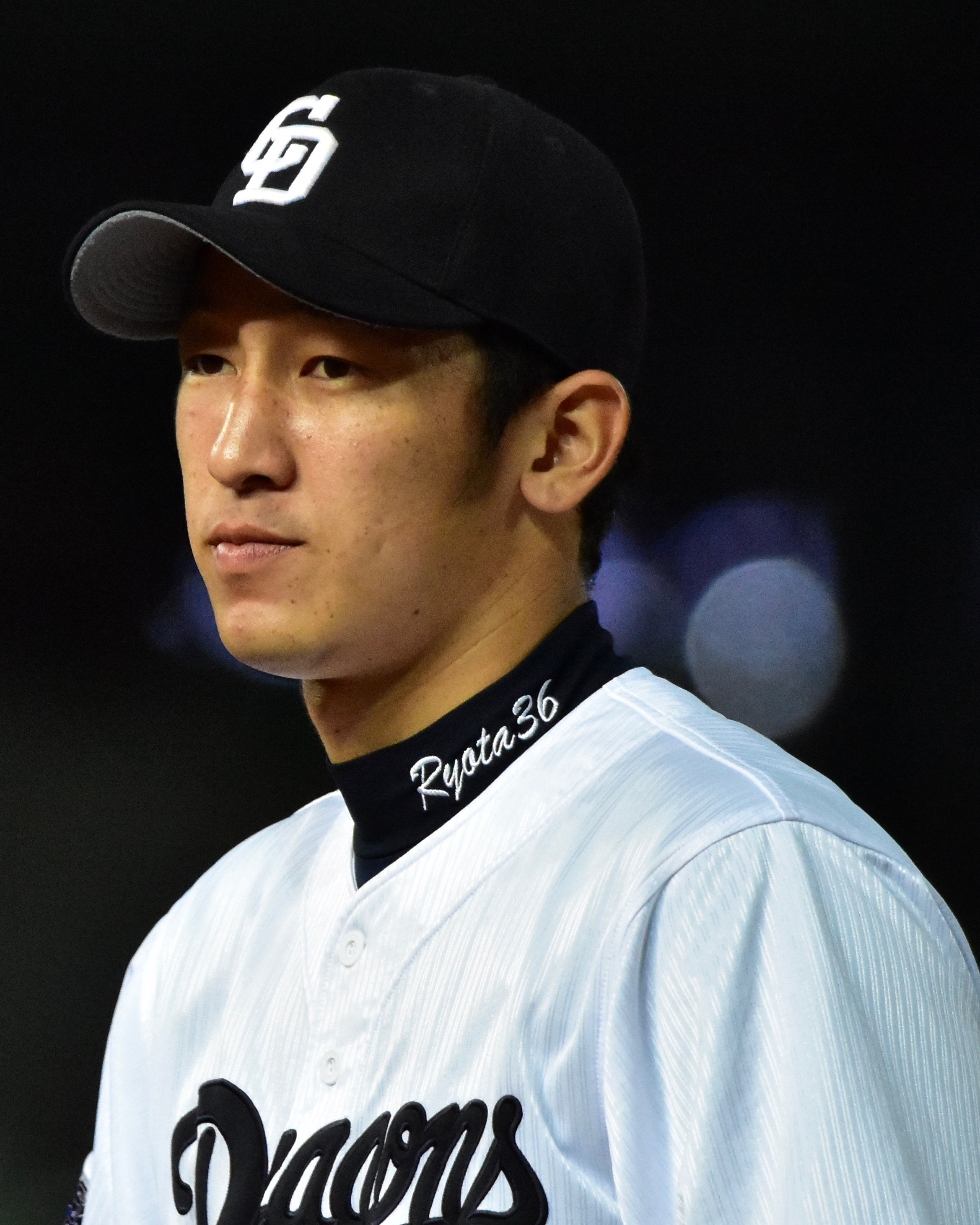
中日時代

その後、10月12日に一軍昇格。翌13日の東京ヤクルトスワローズ戦で、「7番・左翼手」として4年ぶりの一軍出場を果たした。22日のDeNA戦では、フェルナンド・ロメロから6年目で待望の一軍初安打を放った。この年は6試合の出場で、11打数1安打、打率は.091だった。オフの契約更改では、前年から22万増の562万円で契約した。
2022年4月にウエスタン・リーグで打率.378、28安打、7盗塁、出塁率.467を記録し（いずれもリーグトップ）同月の月間MVPを受賞した。

### オリックス時代
2022年7月8日、後藤駿太との交換トレードでオリックス・バファローズへの移籍が発表された。背番号は中日時代と同じく00。翌9日に入団会見が執り行われ、同日の千葉ロッテマリーンズ戦の8回裏に吉田正尚の代走で起用され、移籍後初出場を果たすが、ユニフォームが間に合わずブルペン捕手の清田文章の背番号112のユニフォームで出場。更に翌10日は「1番・レフト」で移籍後初先発出場。5打数2安打と期待に応え、試合も10-1と大勝した。この年は、ウエスタン・リーグでは打率.308を記録し、首位打者のタイトルを獲得した。
2023年は一軍での出場がなく、10月5日に戦力外通告を受けた。当初は現役続行を希望していたが、11月24日までに現役引退を決断した。

### 現役引退後
現役引退後の2024年からはオリックスのフロント入りし、管理本部広報宣伝部広報グループに所属する。
2025年3月に退団。
2025年5月現在 元妻の逢石芙美とTiktokライバーとして活動開始

## 選手としての特徴
豪快なフルスイングから放たれる長打力と勝負強い打撃が武器。50mを5秒9で走る俊足も兼備している。守備では本職の一塁の他、外野もこなす。

## 人物
手足が長く、細長いボディーと走り方がエヴァンゲリオン初号機に似ていることから、愛称は「エヴァ」。それにちなんで、登場曲も主題歌である高橋洋子の残酷な天使のテーゼを使用している。
中日時代の二軍監督だった小笠原道大の“愛弟子“という縁から、ピン芸人「小笠原ミニ大」ことパキオと仲が良い。
幼少期から大のオリックスファンであり、小学生のころから何度もほっともっとフィールド神戸で試合観戦をしたという。
アイドルグループ・AKB48のファンであり、推しのメンバーは島崎遥香。

## 詳細情報

### 年度別打撃成績
| 年 度     | 球 団      | 試 合 | 打 席 | 打 数 | 得 点 | 安 打 | 二 塁 打 | 三 塁 打 | 本 塁 打 | 塁 打 | 打 点 | 盗 塁 | 盗 塁 死 | 犠 打 | 犠 飛 | 四 球 | 敬 遠 | 死 球 | 三 振 | 併 殺 打 | 打 率 | 出 塁 率 | 長 打 率 | O P S |
| --------- | ---------- | ----- | ----- | ----- | ----- | ----- | -------- | -------- | -------- | ----- | ----- | ----- | -------- | ----- | ----- | ----- | ----- | ----- | ----- | -------- | ----- | -------- | -------- | ----- |
| 2017      | 中日       | 2     | 4     | 4     | 0     | 0     | 0        | 0        | 0        | 0     | 0     | 0     | 0        | 0     | 0     | 0     | 0     | 0     | 1     | 0        | .000  | .000     | .000     | .000  |
| 2021      | 中日       | 6     | 11    | 11    | 0     | 1     | 0        | 0        | 0        | 1     | 0     | 0     | 0        | 0     | 0     | 0     | 0     | 0     | 5     | 1        | .091  | .091     | .091     | .182  |
| 2022      | 中日       | 11    | 29    | 25    | 1     | 9     | 0        | 0        | 0        | 9     | 1     | 0     | 0        | 2     | 0     | 1     | 0     | 1     | 6     | 1        | .360  | .407     | .360     | .767  |
| 2022      | オリックス | 17    | 35    | 33    | 3     | 5     | 1        | 0        | 0        | 6     | 0     | 2     | 1        | 1     | 0     | 1     | 0     | 0     | 10    | 0        | .152  | .176     | .182     | .358  |
| '22計     | オリックス | 28    | 64    | 58    | 4     | 14    | 1        | 0        | 0        | 15    | 1     | 2     | 1        | 3     | 0     | 2     | 0     | 1     | 16    | 1        | .241  | .267     | .259     | .526  |
| 通算：3年 | 通算：3年  | 36    | 79    | 73    | 4     | 15    | 1        | 0        | 0        | 16    | 1     | 2     | 1        | 3     | 0     | 2     | 0     | 1     | 22    | 2        | .205  | .237     | .219     | .456  |

### 年度別守備成績
| 年 度 | 球 団      | 一塁  | 一塁  | 一塁  | 一塁  | 一塁  | 一塁     | 外野  | 外野  | 外野  | 外野  | 外野  | 外野     |
| 年 度 | 球 団      | 試 合 | 刺 殺 | 補 殺 | 失 策 | 併 殺 | 守 備 率 | 試 合 | 刺 殺 | 補 殺 | 失 策 | 併 殺 | 守 備 率 |
| ----- | ---------- | ----- | ----- | ----- | ----- | ----- | -------- | ----- | ----- | ----- | ----- | ----- | -------- |
| 2017  | 中日       | 1     | 9     | 0     | 0     | 2     | 1.000    | -     | -     | -     | -     | -     | -        |
| 2021  | 中日       | -     | -     | -     | -     | -     | -        | 4     | 2     | 0     | 0     | 0     | 1.000    |
| 2022  | 中日       | 7     | 46    | 9     | 0     | 0     | 1.000    | 1     | 3     | 0     | 0     | 0     | 1.000    |
| 2022  | オリックス | 1     | 6     | 0     | 0     | 1     | 1.000    | 8     | 13    | 0     | 0     | 0     | 1.000    |
| '22計 | オリックス | 8     | 52    | 9     | 0     | 1     | 1.000    | 9     | 16    | 0     | 0     | 0     | 1.000    |
| 通算  | 通算       | 9     | 63    | 9     | 0     | 3     | 1.000    | 13    | 18    | 0     | 0     | 0     | 1.000    |

### 記録
初記録
- 初出場・初先発出場：2017年7月8日、対横浜DeNAベイスターズ14回戦（ナゴヤドーム）、7番・一塁手で先発出場
- 初打席：同上、2回裏に井納翔一から三飛
- 初安打：2021年10月22日、対横浜DeNAベイスターズ24回戦（横浜スタジアム）、5回表にフェルナンド・ロメロから中前安打
- 初打点：2022年6月24日、対阪神タイガース9回戦（阪神甲子園球場）、3回表に青柳晃洋から左前適時打
- 初盗塁：2022年7月12日、対福岡ソフトバンクホークス12回戦（福岡PayPayドーム）、1回表に二盗（投手：大関友久、捕手：渡邉陸）

### 背番号
- 36（2016年 - 2019年）
- 205（2020年 - 2021年8月26日）
- 00（2021年8月27日  - 2023年）

### 登場曲
- 「ファンファーレ」ベリーグッドマン（2017年 - 2019年）
- 「残酷な天使のテーゼ」高橋洋子（2022年 - ）

### 代表歴
- 2014年アジア競技大会野球日本代表